# Centro Cultural UFMG
O Centro Cultural UFMG é um órgão da Universidade Federal de Minas Gerais que promove, produz e divulga cultura, atuando em todas as suas esferas. O Centro tem como principais tarefas estimular a criação artístico-cultural; promover interações entre Arte, Ciência e Filosofia; promover o fortalecimento da identidade cultural da comunidade acadêmica e a cidadania cultural da comunidade em geral; desenvolver experiências conjuntas entre as diferentes áreas do conhecimento e a comunidade.

## História
O edifício Alcindo da Silva Vieira foi o primeiro edifício construído na região do hipercentro, entre a Rua da Bahia e a Avenida Santos Dumont. Ainda em 1906, quando a cidade apenas começava sua história de urbanização, o edifício foi idealizado pela comissão construtora da nova capital em frente à estação ferroviária. Era iniciativa do português Antônio Maria Antunes que decidiu transferir seu hotel de Ouro Preto para a nova capital. Mas o hotel nem chegou a ser inaugurado, pois Antunes vendeu o imóvel ao governo do estado antes da conclusão da obra.
A construção transformou-se no Quartel do 2o. Batalhão de Brigada Policial. Entre sua inauguração em 1906 e 1911, o edifício sofreu várias reformas, e passou a abrigar também a Junta Comercial e órgãos do Ministério da Guerra. Em 1911, a força pública se transferiu para Juiz de Fora, e o edifício passou a ser sede da Escola Livre de Engenharia. Em 1926, passou a fazer parte do patrimônio da recém fundada Universidade de Minas Gerais, hoje Universidade Federal de Minas Gerais.
Por sua presença em momentos fundamentais da história da cidade de Belo Horizonte, o edifício Alcindo da Silva Vieira tornou-se importante marco da sua trajetória econômica e política. Em 1986, a UFMG criou o Centro Cultural UFMG e transformou o edificio em sua sede. Após três anos de obras, o Centro Cultural foi inaugurado em 22 de abril de 1989, data em que se comemora o seu aniversário. Hoje, como sede do Centro Cultural da Universidade, tornou-se também importante espaço de promoção e realização de eventos e de projetos artísticos, de pesquisa cultural e de convivência para a comunidade belohorizontina.

## Atualidade
Desde a sua criação em 1986, o Centro Cultural UFMG ocupa um importante espaço junto às comunidades interna e externa à Universidade. Como sede de atividades comunitárias e de atividades culturais, o Centro atende hoje a várias áreas da universidade, a empresas da cidade, associações funcionais, escolas, artistas e órgãos governamentais. Hoje se procura ampliar a atuação do Centro Cultural no sentido de participar diretamente do movimento cultural de Belo Horizonte, incentivando a educação estética da comunidade e promovendo o acesso aos bens artísticos e culturais produzidos pela UFMG e pela cidade, buscando atingir o estado e o país gradativamente.

## Estrutura
As características arquitetônicas principais são: o pé direito alto, pensado para garantir a circulação de ar, e o aspecto imponente da construção; também serve para garantir a iluminação natural durante boa parte do dia. Também é importante ressaltar a grande quantidade de madeira, no piso, no teto, nas janelas e corrimões. Isso se deve ao fato que há cem anos não se utilizava cimento para estas partes, a madeira trazia um ar elegante e pessoal para o edifício. As portas e janelas têm tamanho muito maior que as atuais, pois além de manter relação como pé direito, também tinham que garantir a iluminação natural, pois ainda não se podia contar com com energia elétrica como hoje em dia. As colunas e os umbrais de portas e janelas, imitam o padrão europeu,e ficaram conhecidos como coloniais no Brasil, porque a maioria das construções da época colonial buscou trazer para o país as formas européias, para dar a impressão de luxo e de riqueza.